# Hauido
Hauido é uma ilha localizada ao largo da costa sul-coreana, no Mar Amarelo, parte do Condado Sinan na província de Jeolla do Sul. Seu nome significa "uma lótus boiando na água", e apesar de ser uma ilha por nome, na verdade compreende 56 ilhas separadas, das quais apenas nove são habitadas. Possui uma extensão territorial de 14.46 km² e é conhecida por sua área residencial de 1.900 pessoas. Foi o local de nascimento do ex-presidente sul-coreano Kim Dae-jung.